# Menhire von Muro Leccese

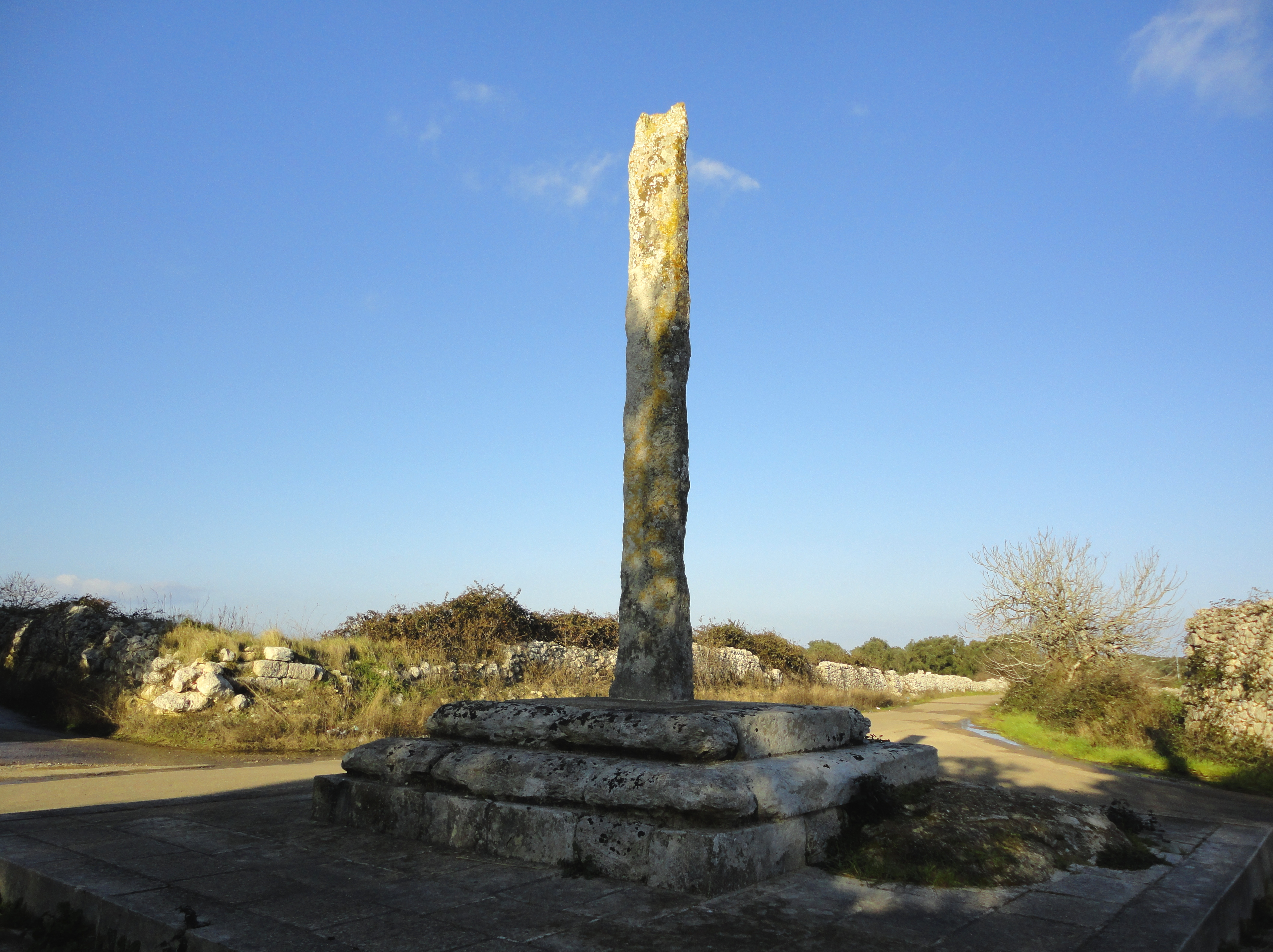
Menhir Croce (dt. Kreuz)

Die Menhire von Muro Leccese stehen bei Muro Leccese in der Provinz Lecce in der Region Salent in Apulien in Italien.
In der Umgebung von Muro Leccese haben sich fünf vorgeschichtliche Menhire erhalten:
- Der kantige Menhir „Crocefisso“ steht nahe der Kirche Crocefisso (Kreuzigungskirche) und ist bis auf 1,4 m Höhe erhalten. Auf seiner Nordseite wurden zwei Kreuzgraffiti angebracht. Er steht in einer monolithischen Basis. Lage: 40° 6′ 39″ N, 18° 20′ 13″ O
- Der Menhir „Giallini“ ist nur etwa 1,30 m hoch und trägt ein Kreuzgraffito auf der Nordseite. Lage: 40° 6′ 28″ N, 18° 20′ 10″ O
- Der etwa 2,0 m hohe Menhir „Miggiano“ steht nahe der Kirche Santa Maria di Miggiano. Lage: 40° 5′ 41″ N, 18° 19′ 37″ O
- Der 4,3 m hohe Menhir „Largo Trice“ ist einer der größeren, und steht auf dem gleichnamigen Platz nahe der Kirche Santa Marina, die wegen ihrer schönen mittelalterlichen Malereien besucht wird. Lage: 40° 5′ 52″ N, 18° 20′ 23″ O
- Im benachbarten Ort Sanarica steht der mit einem modernen Sockel eingefasste 4,2 m hohe nadelartige Menhir „Croce“, bei der Kirche Croce di Sant’ Antonio. Lage: 40° 5′ 57″ N, 18° 21′ 13″ O

In Apulien haben sich viele hohe schlanke Menhire erhalten, teils in Kombination mit Dolmen und Specchie, heute jedoch größtenteils isoliert stehend. Sie sind eingezapft in einen Sockel oder eine Basis. Es sind unregelmäßige und regelmäßige Vierkantpfeiler bis zu fünf Metern Höhe, die in einigen Fällen im unteren Bereich mit einem Graffito oder Relief (meist einem Kreuz) verziert sind.